# Polt muss weinen (Film)
Polt muss weinen ist ein österreichischer Kriminalfilm von Julian Pölsler aus dem Jahr 2000. Der Film basiert auf einem Roman des österreichischen Autors Alfred Komarek. Die Hauptfigur dort ist der Gendarmerie-Inspektor Simon Polt, der im Film von Erwin Steinhauer verkörpert wird. Monica Bleibtreu ist als Gemischtwarenhändlerin Aloisia Habesam besetzt, Klaus Ofczarek als Harald Mank, Leiter des Gendarmeriepostens.

## Handlung
Der Immobilienspekulant Albert Hahn wird tot in seinem Keller aufgefunden. Er ist an einer Gärgas-Vergiftung gestorben. Der zuständige Arzt geht von einem Unfall aus. Doch Polt, der zuständige Gendarmerie-Inspektor weiß, dass der Tote in der Gemeinde verhasst war. Er vermutet, dass der Mörder den Tod wie einen Unfall aussehen lassen wollte. Viele der Weinbauern hätten ein Motiv gehabt.
Nach langen Ermittlungen in den Weinkellern stellt Polt fest, dass alle Keller durch Löcher miteinander verbunden sind. Das Gefühl, dass es sich beim Tod Hahns um Mord handelt und das Polt von Anfang an beschlichen hatte, will ihn nicht verlassen. Als er mit seinen Freunden beim Wein zusammensitzt, gestehen sie ihm, dass sie die Tat gemeinsam begangen und Hahn mit dem Gärgas vergiftet haben. Einer der Freunde will die Schuld auf sich nehmen, da zwei von ihnen verheiratet sind und Kinder haben. Er begeht dann auch tatsächlich Selbstmord und hinterlässt ein entsprechendes Geständnis.

## Produktion und Veröffentlichung
Der Film wurde 2000 unter der Regie von Julian Pölsler, der auch das Drehbuch schrieb, von Teamfilm Wien in Zusammenarbeit mit Arte und dem ORF produziert. Die Dreharbeiten fanden unter anderem in Alberndorf im Pulkautal in Niederösterreich statt. Die Musik komponierte Hans-Jürgen Buchner.
Die Erstausstrahlung des Films erfolgte am 11. April 2001 im Programm des ORF 2, eine weitere Ausstrahlung bei arte und 3sat. 2006 wurde der Film auf DVD herausgegeben.

## Rezeption
2002 wurde Hauptdarsteller Erwin Steinhauer mit dem österreichischen Fernsehpreis Romy in der Kategorie „Beliebtester Schauspieler“ ausgezeichnet. Komarek und Pölsler wurden in der Kategorie „Bestes Drehbuch“ ausgezeichnet.
Nominierungen gab es für den 3sat-Zuschauerpreis 2001 sowie für den Adolf-Grimme-Preis 2002.
Die Rheinische Post bezeichnet den Film in ihrer Onlineausgabe als „gelungene Mischung aus skurrilem Heimatfilm und spannendem Krimi.“

## Fortsetzungen
Dem Film folgten bis 2018 insgesamt fünf Fortsetzungen, in denen Erwin Steinhauer jeweils wiederum seine Rolle als Simon Polt übernahm.